# Brüggen (Kerpen)
Brüggen is een plaats in de Duitse gemeente Kerpen, deelstaat Noordrijn-Westfalen, en telt 4.762 inwoners (2020). Zie voor de gelijknamige plaats in Noordrijn-Westfalen nabij de grens met Nederlands-Limburg onder Brüggen (Noordrijn-Westfalen).
De plaats Brüggen vormde samen met Türnich en Balkhausen tot 1975, toen ze bij een gemeentelijke herindeling aan Kerpen werd toegevoegd, de gemeente Türnich.
Ook nadien kan men Türnich in het noordwesten, Balkhausen in het midden en Brüggen in het zuidoosten wel beschouwen als één, ongeveer 17.500 hectare oppervlakte beslaande, plaats. De drie dorpen zijn door nieuwbouw uit de periode na 1970 aan elkaar vastgegroeid. Aan de zuidkant van Brüggen grenst Kierdorf, gemeente Erftstadt. Bij Kierdorf ligt afrit 106 van de Autobahn A1.
Door de drie dorpen, die ten oosten van de Autobahn A61 liggen, loopt één oude dorpsstraat (de Landstraße 163). Deze loopt ongeveer over het tracé van een oude Romeinse heirbaan van Bonn naar Neuss. Tussen de drie dorpen en de A 61 loopt de Erft. Het dal van dit (niet bevaarbare) riviertje is vanwege de aanwezigheid van zeldzame vogels, planten en insecten ecologisch waardevol. Hier en daar is het Erftdal natuurreservaat, op andere plekken kan men er mooi wandelen.

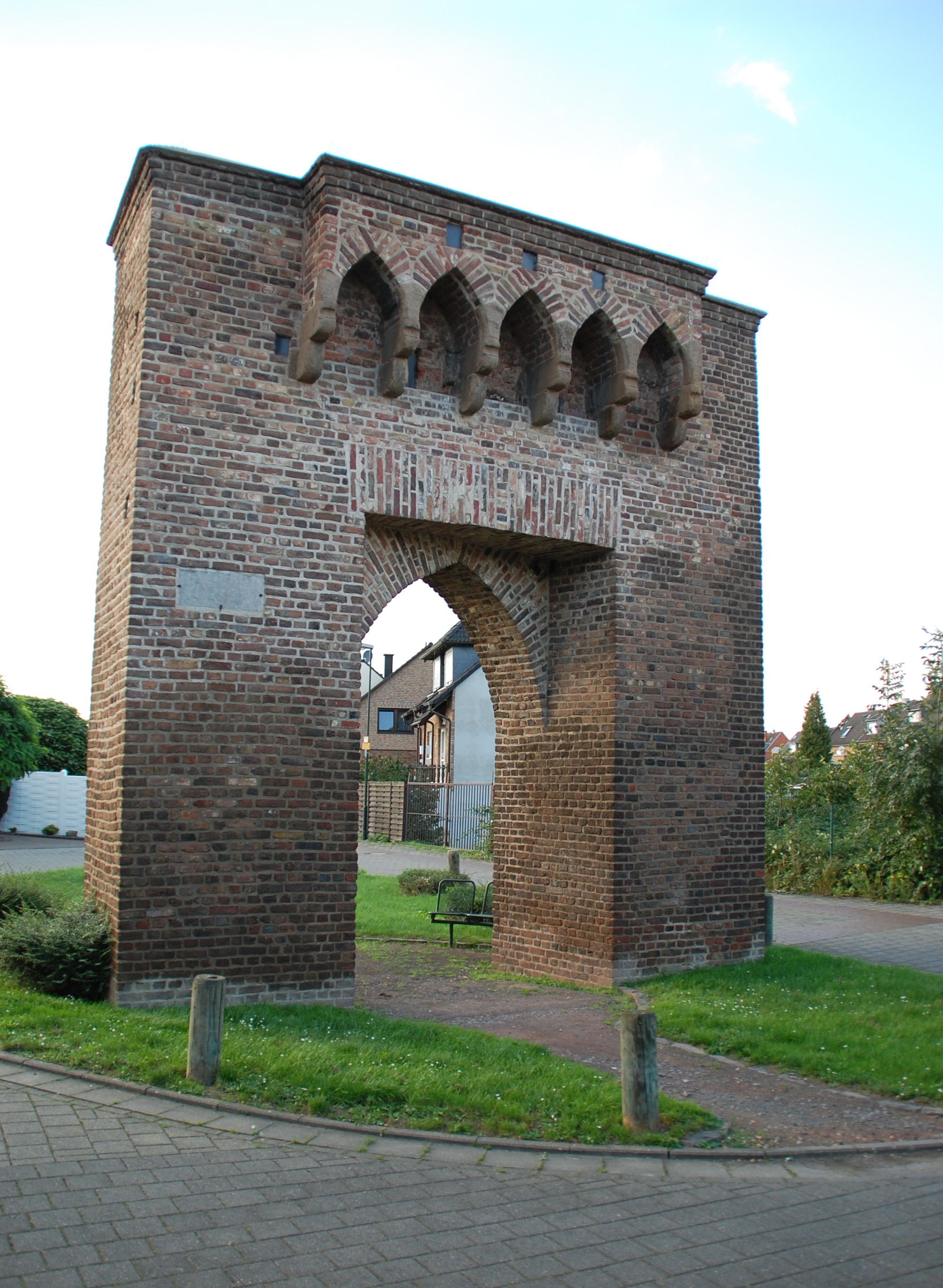
Kasteelpoort Burg Brüggen
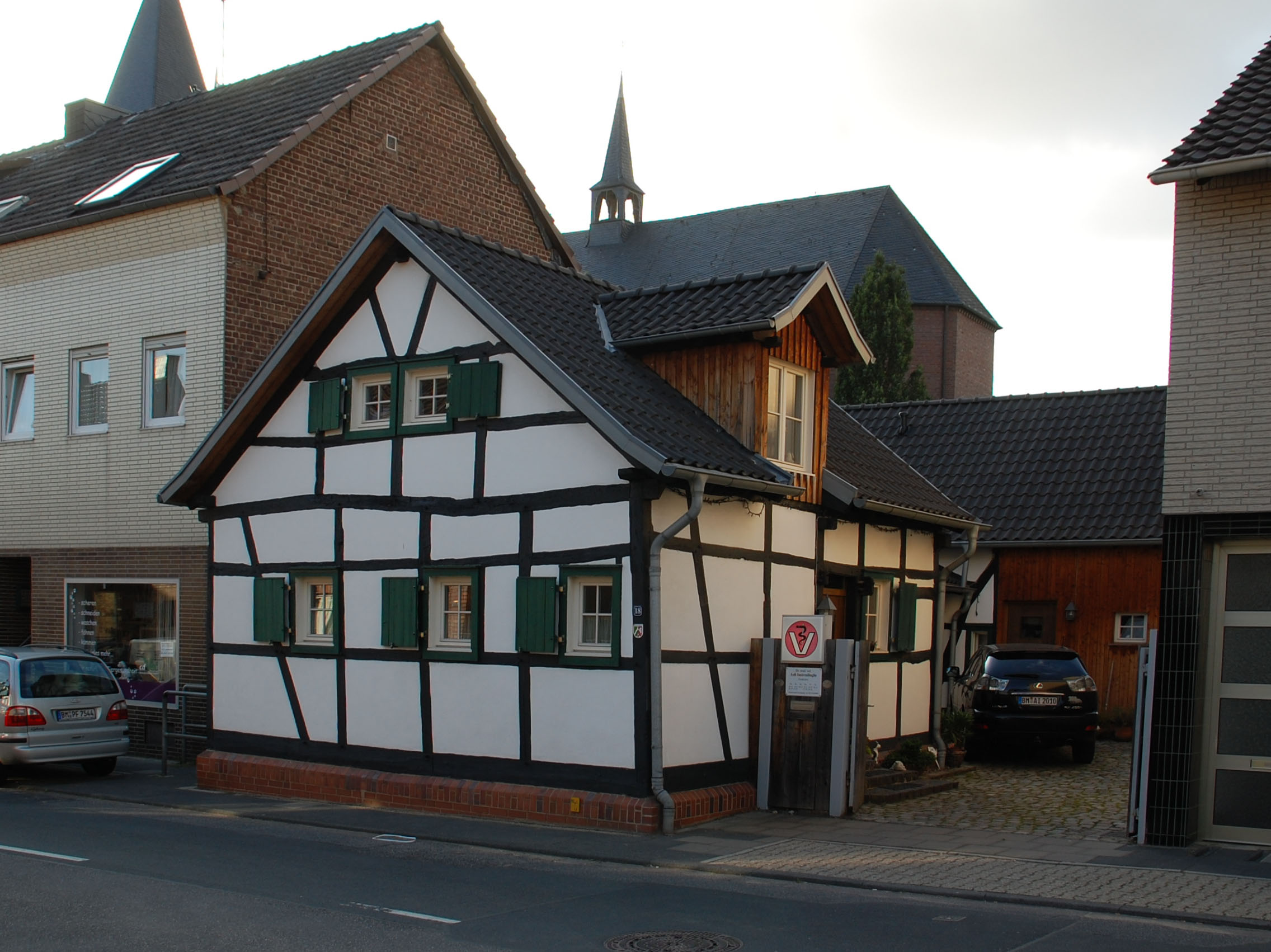
Oud vakwerkhuisje te Brüggen
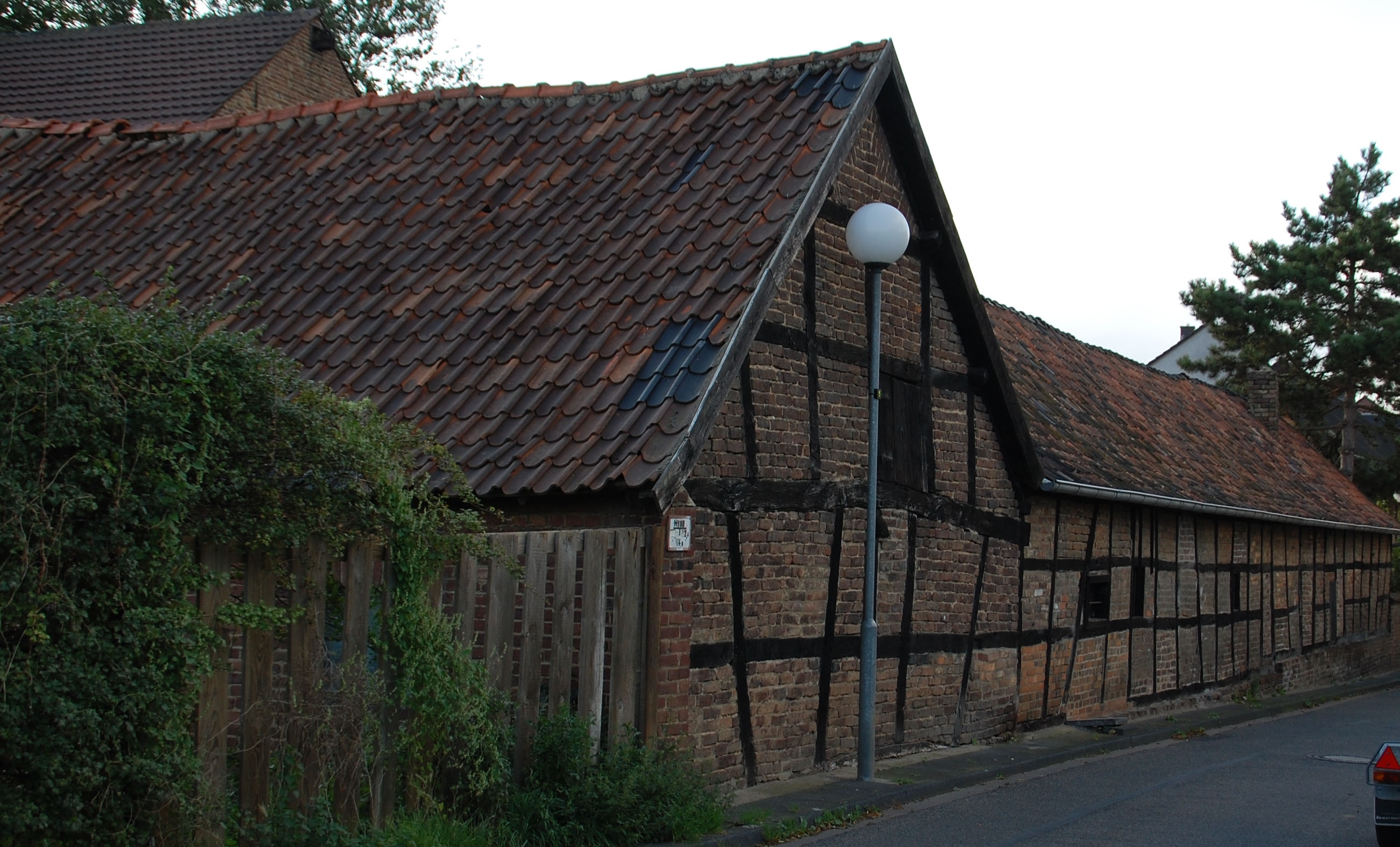
Oude watermolen te Brüggen

In de middeleeuwen behoorde Brüggen tot het Keurvorstendom Keulen. Het werd vanuit kasteel Brüggen (waarvan alleen de kasteelpoort nog bestaat) door leenheren van de aartsbisschoppen bestuurd, die in de loop der eeuwen tot verschillende adellijke families behoorden. Het viel samen met het aangrenzende Kierdorf onder het Amt Lechenich. Na de Napoleontische tijd kwam het aan de gemeente Türnich in Pruisen. In de 19e eeuw en de vroege 20e eeuw werden de drie Türnicher dorpen gekenmerkt door fabricage van baksteen in steenfabrieken langs de Erft en door de bruinkoolwinning in de regio.